# Coupe Fujitsu
La Coupe Fujitsu (富士通杯; FujitsuHai) est une compétition internationale de jeu de go qui a été organisée de 1988 à 2011.

## Organisation

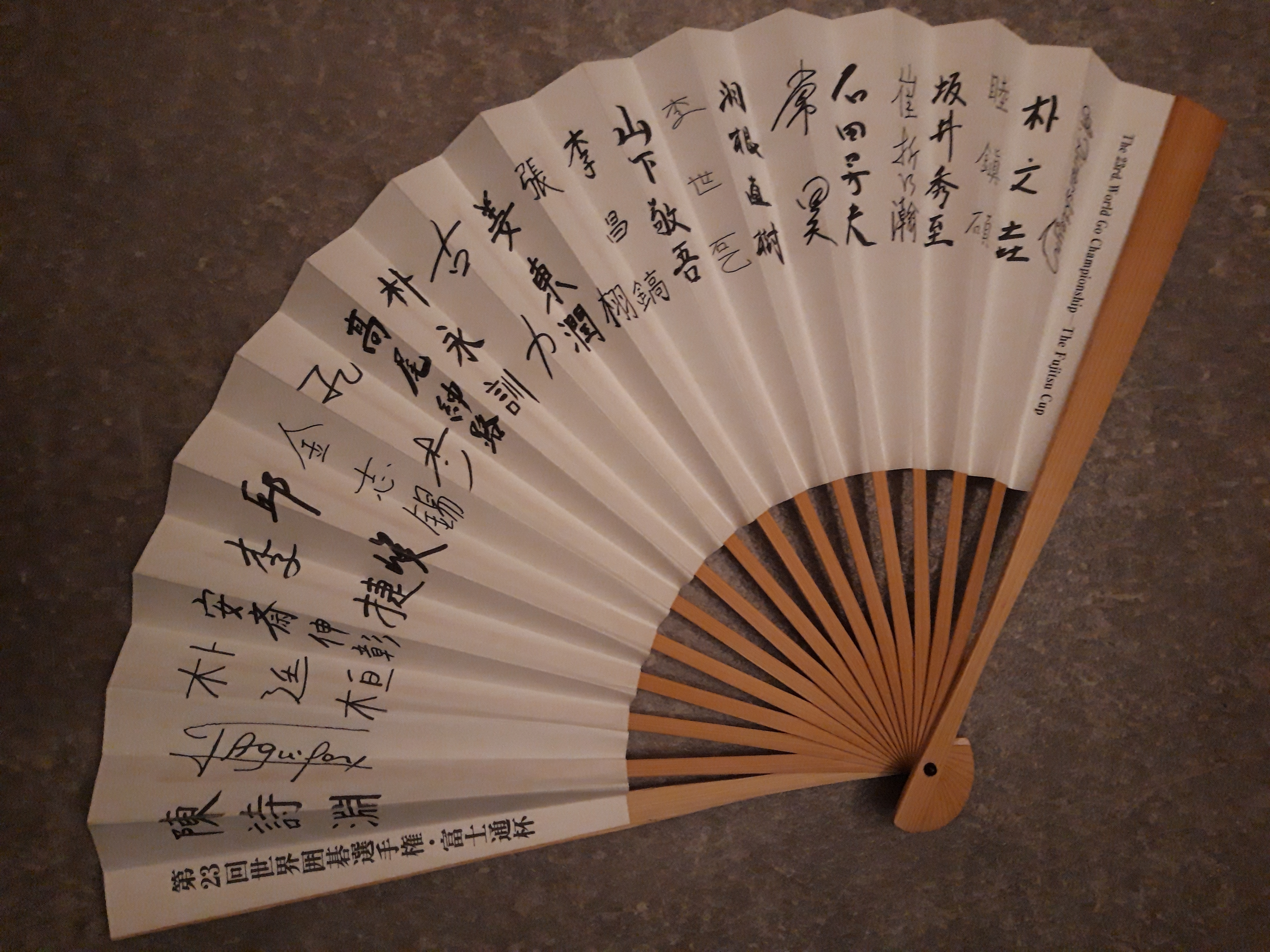
Éventail signé par tous les participants de la Fujitsu Cup 2010

La Coupe Fujitsu, créée en 1988, est la plus ancienne compétition internationale de jeu de go. Les participants sont choisis de la façon suivante :
- les 3 meilleurs joueurs de l'année précédente
- 7 joueurs du  Japon
- 5 joueurs de  Chine
- 4 joueurs de  Corée du Sud
- 2 joueurs de  Taïwan
- 1 joueur d'Amérique du Nord
- 1 joueur d'Amérique du Sud
- 1 joueur d'Europe, au départ issu d'une qualification par la Coupe européenne de go.

Les 24 joueurs sélectionnés s'affrontent d'abord pendant des préliminaires, jusqu'à ce que cela permette de décider des 8 meilleurs d'entre eux, qui accèderont alors directement au deuxième tour. Les 16 autres joueurs devront commencer par s'affronter pendant le premier tour. Le premier, comme le deuxième tour, sont à élimination directe. Les parties sont jouées avec trois heures de réflexion par joueur et un komi de 5.5 points. Le gagnant remporte 15,000,000 Yen ($142,000).

## Vainqueurs et finalistes
| Année | Vainqueur        | Finaliste        |
| ----- | ---------------- | ---------------- |
| 1988  | Takemiya Masaki  | Rin Kaiho        |
| 1989  | Takemiya Masaki  | Rin Kaiho        |
| 1990  | Rin Kaiho        | Nie Weiping      |
| 1991  | Cho Chikun       | Qian Yuping      |
| 1992  | Otake Hideo      | O Rissei         |
| 1993  | Yoo Changhyuk    | Cho Hunhyun      |
| 1994  | Cho Hunhyun      | Yoo Changhyuk    |
| 1995  | Ma Xiaochun      | Kobayashi Koichi |
| 1996  | Lee Chang-ho     | Ma Xiaochun      |
| 1997  | Kobayashi Koichi | O Rissei         |
| 1998  | Lee Chang-ho     | Chang Hao        |
| 1999  | Yoo Changhyuk    | Ma Xiaochun      |
| 2000  | Cho Hunhyun      | Chang Hao        |
| 2001  | Cho Hunhyun      | Choi Myung-Hoon  |
| 2002  | Lee Sedol        | Yoo Changhyuk    |
| 2003  | Lee Sedol        | Song Tae Kon     |
| 2004  | Park Young-Hoon  | Yoda Norimoto    |
| 2005  | Lee Sedol        | Choi Cheol-han   |
| 2006  | Park Jungsang    | Zhou Heyang      |
| 2007  | Park Young-Hoon  | Lee Chang-ho     |
| 2008  | Gu Li            | Lee Chang-ho     |
| 2009  | Kang Dongyun     | Lee Chang-ho     |
| 2010  | Kong Jie         | Lee Sedol        |
| 2011  | Park Junghwan    | Qiu Jun          |